# Saulgond
Saulgond (Saugond en occitan) est une commune du Sud-Ouest de la France, située dans le département de la Charente (région Nouvelle-Aquitaine).

## Géographie

### Localisation et accès
Saulgond est une commune de la Charente limousine limitrophe de la Haute-Vienne située à 11 km au sud-est de Confolens et 59 km au nord-est d'Angoulême.
Le bourg de Saulgond est aussi à 10 km au nord-est de Chabanais, chef-lieu de son canton, 11 km au nord-ouest de Saint-Junien, 15 km au nord de Rochechouart, 17 km au nord-est de Roumazières-Loubert et 39 km au nord-ouest de Limoges.
À l'écart des routes importantes, Saulgond est cependant bien desservi par des routes départementales en étoile autour du bourg ; la D 29 de Lesterps à Chabanais, la D 51 de Confolens à Saint-Junien, et celles reliant aux communes voisines.
La N 141 d'Angoulême à Limoges passe au sud de la commune, à Saint-Junien, Étagnac et Chabanais, et la D 948, route de Limoges à Confolens et Niort, passe au sud-est, à Étagnac et Chabrac.
La gare la plus proche est celle de Saillat-Chassenon ou celle de Chabanais, à 10 km, desservie par des TER à destination d'Angoulême et de Limoges.

### Hameaux et lieux-dits
La commune, relativement étendue, comporte de nombreux hameaux : Rouffignac, le Chadeuil, Pommier, le Masroussin, Terracher, Bachelerie, Vendiogre, la Gazonnie, la Combarlie, Bénéteix, la Bracherie, Sallas, Mérignac, le Masgiral, Saint-Romain, le Mas Bienassis, etc..

### Communes limitrophes
| Saint-Maurice-des-Lions | Lesterps | Saint-Christophe            |
|                         | Saulgond | Brigueuil                   |
| Chabrac                 | Étagnac  | Saint-Junien (Haute-Vienne) |

### Géologie et relief
Comme toute cette partie nord-est du département de la Charente qu'on appelle la Charente limousine, la commune se trouve sur le plateau du Limousin, partie occidentale du Massif central, composé de roches cristallines et métamorphiques, relique de la chaîne hercynienne.
Le sous-sol de la commune se compose essentiellement de gneiss, au sud et au nord. On trouve aussi de la diorite dans une large bande centrale orientée est-ouest comprenant le bourg, et un peu de granit au nord (entre Pommiers et la route de Lesterps),,.
La commune de Saulgond occupe un vaste plateau ondulé, dont l'altitude moyenne dépasse 220 m. Les altitudes s'étagent entre 172 m, dans la vallée du Goire en limite ouest, et 284 m, au nord-est à Cinq Chemins. Le bourg est à environ 205 m d'altitude.

### Hydrographie

#### Réseau hydrographique

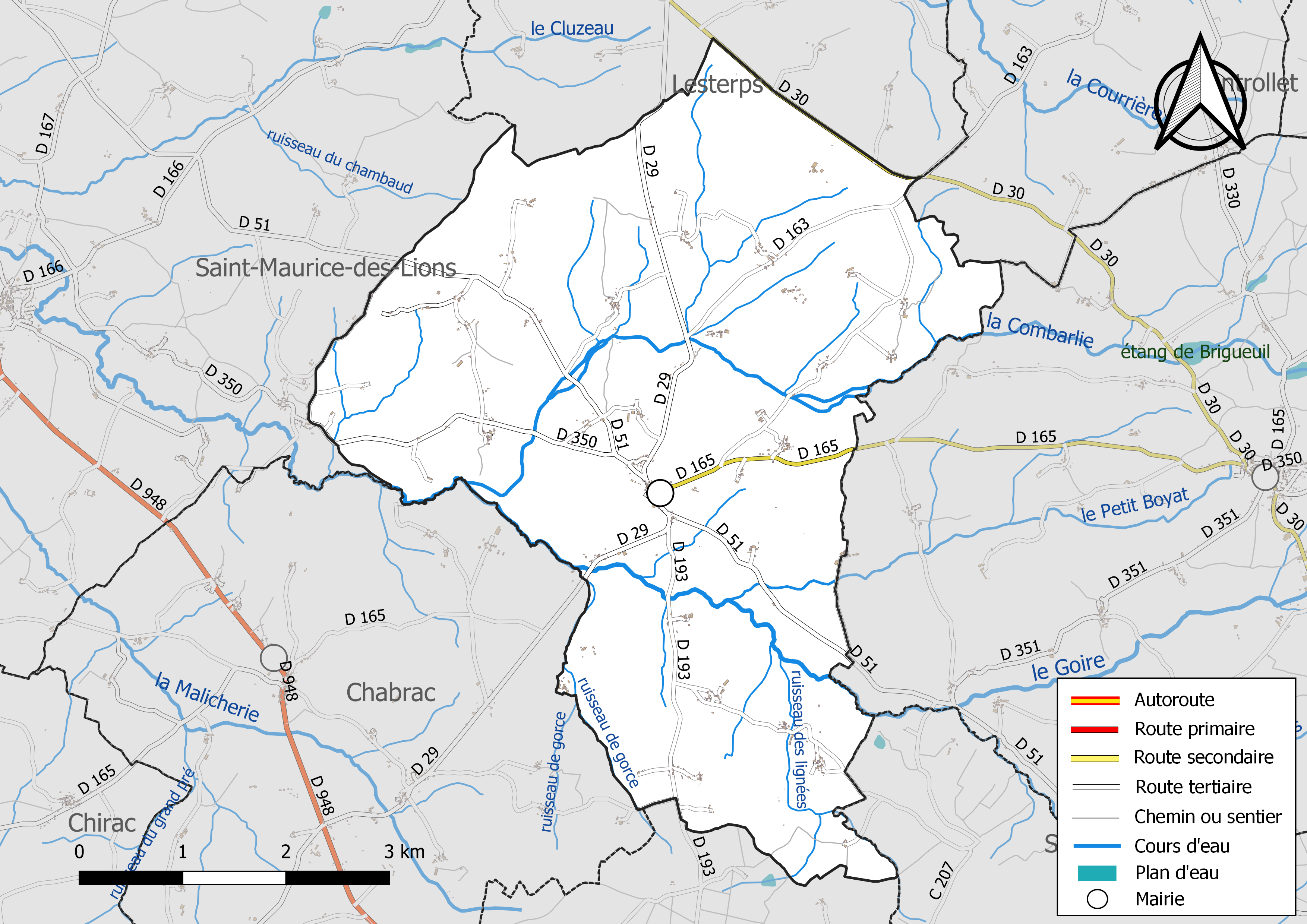
Réseaux hydrographique et routier de Saulgond.

La commune est située dans la région hydrographique de « la Loire de la Vienne (c) à la Maine (nc) », une partie du Bassin de la Loire, au sein du Bassin Loire-Bretagne. Elle est drainée par le Goire, la Combarlie, le Petit Boyat et par divers petits cours d'eau, qui constituent un réseau hydrographique de 37 km de longueur totale,.
Le Goire, affluent de la Vienne à Confolens, traverse la commune d'est en ouest au sud du bourg. De nombreux petits affluents irriguent la commune, dont les ruisseaux de la Combarlie et de l'Étang de Brigueuil qui passent au nord du bourg, et au sud de la commune, les ruisseaux du Petit Boyat, des Lignées et de Gorce.
On trouve aussi de nombreuses petites retenues et étangs, et une fontaine au nord de la commune, la fontaine de l'Étang.

#### Gestion des eaux
Le territoire communal est couvert par le schéma d'aménagement et de gestion des eaux (SAGE) « Vienne ». Ce document de planification, dont le territoire correspond au bassin du bassin de la Vienne, d'une superficie de 7 060 km2, a été approuvé le 1er juin 2006. La structure porteuse de l'élaboration et de la mise en œuvre est l'établissement public territorial de bassin Vienne. Il définit sur son territoire les objectifs généraux d’utilisation, de mise en valeur et de protection quantitative et qualitative des ressources en eau superficielle et souterraine, en respect des objectifs de qualité définis dans le troisième SDAGE  du Bassin Loire-Bretagne qui couvre la période 2022-2027, approuvé le 18 mars 2022.

### Climat
Le climat est océanique dégradé. C'est celui de la Charente limousine, plus humide et plus frais que celui du reste du département.

## Urbanisme

### Typologie
Au 1er janvier 2024, Saulgond est catégorisée commune rurale à habitat très dispersé, selon la nouvelle grille communale de densité à 7 niveaux définie par l'Insee en 2022.
Elle est située hors unité urbaine et hors attraction des villes,.

### Occupation des sols
L'occupation des sols de la commune, telle qu'elle ressort de la base de données européenne d’occupation biophysique des sols Corine Land Cover (CLC), est marquée par l'importance des territoires agricoles (97 % en 2018), une proportion identique à celle de 1990 (97 %). La répartition détaillée en 2018 est la suivante : 
prairies (60,3 %), zones agricoles hétérogènes (29,8 %), terres arables (6,9 %), forêts (3 %). L'évolution de l’occupation des sols de la commune et de ses infrastructures peut être observée sur les différentes représentations cartographiques du territoire : la carte de Cassini (XVIIIe siècle), la carte d'état-major (1820-1866) et les cartes ou photos aériennes de l'IGN pour la période actuelle (1950 à aujourd'hui).

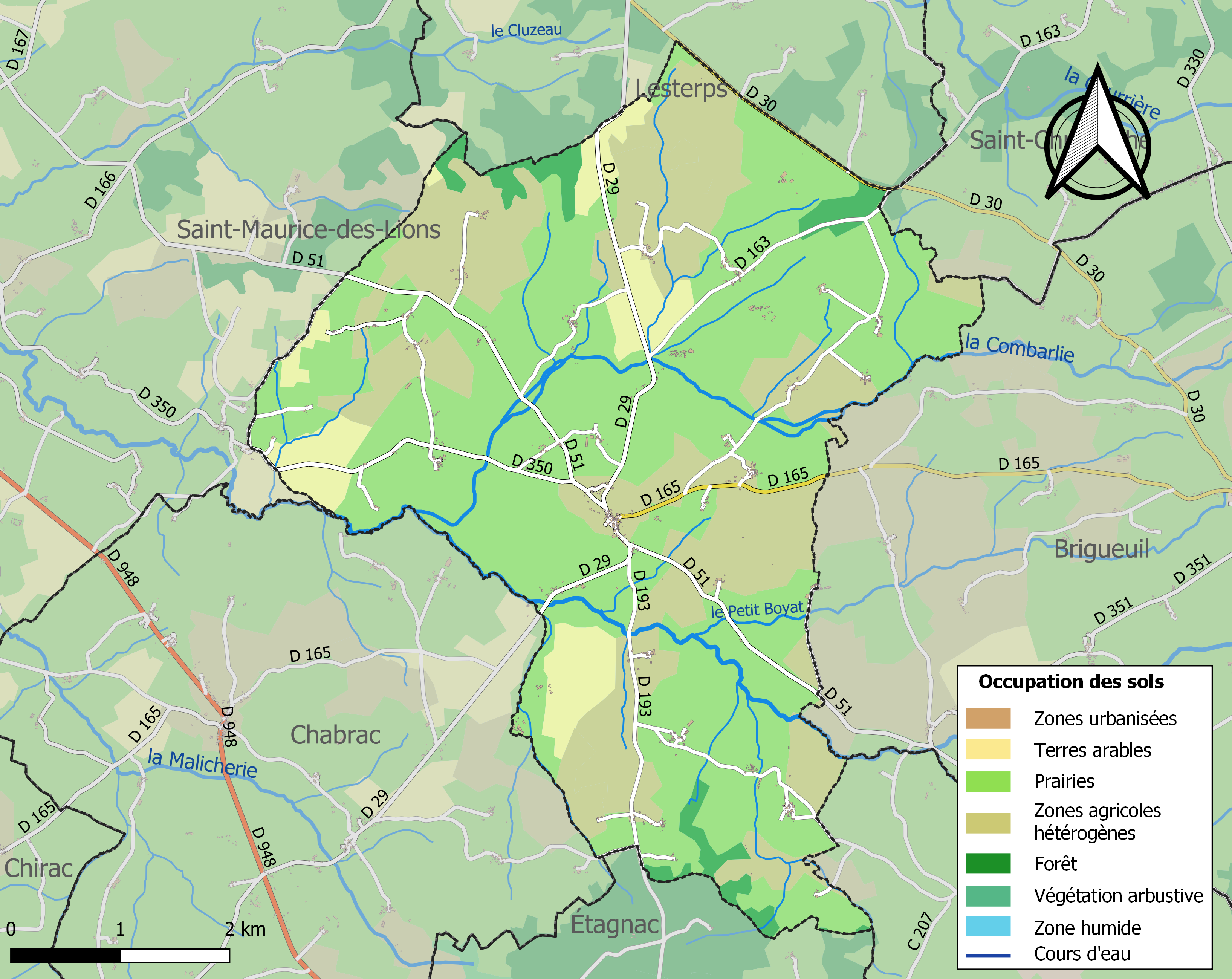
Carte des infrastructures et de l'occupation des sols de la commune en 2018 (CLC).

### Risques majeurs
Le territoire de la commune de Saulgond est vulnérable à différents aléas naturels : météorologiques (tempête, orage, neige, grand froid, canicule ou sécheresse) et séisme (sismicité faible). Il est également exposé à un risque technologique, le transport de matières dangereuses. Un site publié par le BRGM permet d'évaluer simplement et rapidement les risques d'un bien localisé soit par son adresse soit par le numéro de sa parcelle.

#### Risques naturels

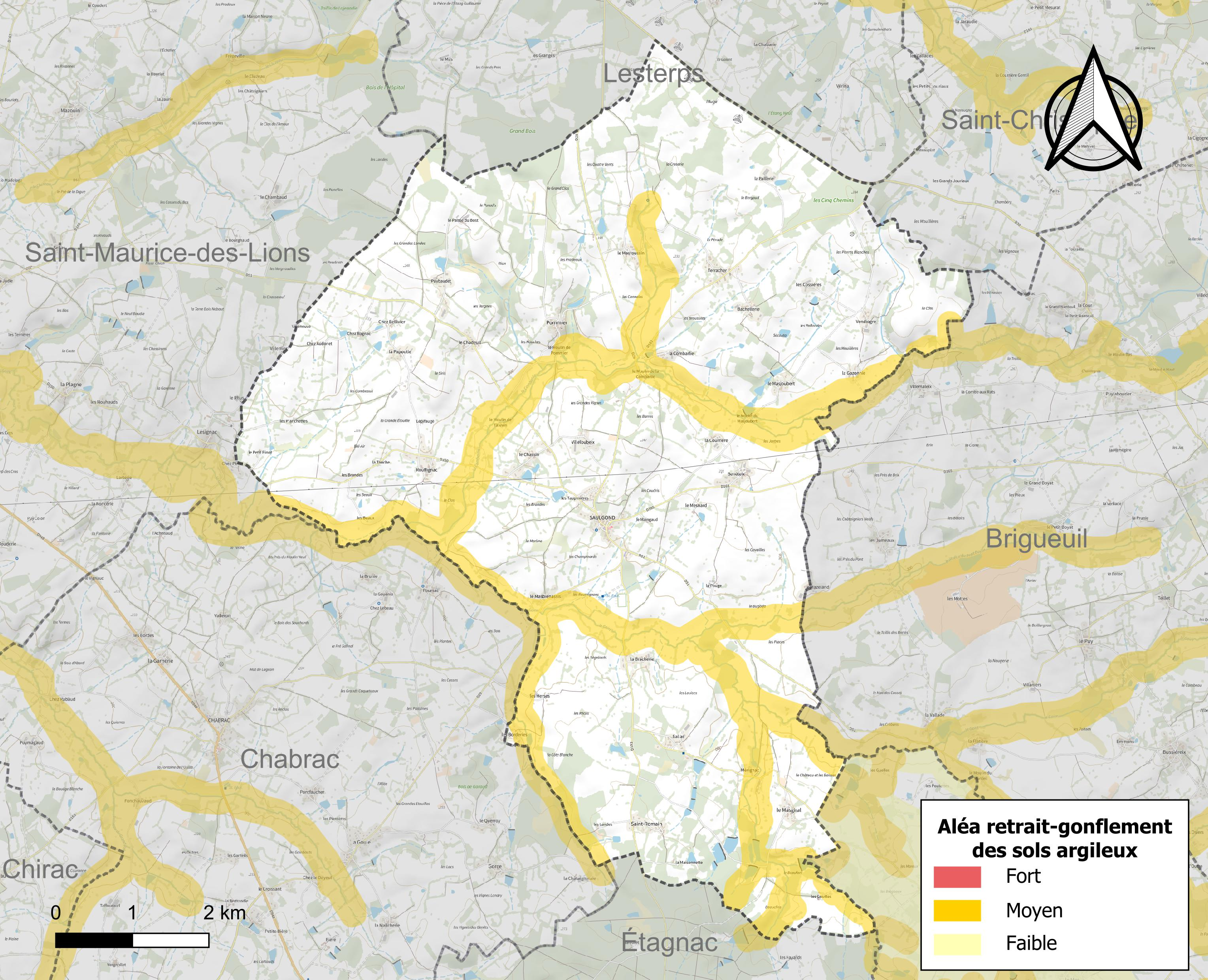
Carte des zones d'aléa retrait-gonflement des sols argileux de Saulgond.

Le retrait-gonflement des sols argileux est susceptible d'engendrer des dommages importants aux bâtiments en cas d’alternance de périodes de sécheresse et de pluie. 18,3 % de la superficie communale est en aléa moyen ou fort (67,4 % au niveau départemental et 48,5 % au niveau national). Sur les 344 bâtiments dénombrés sur la commune en 2019, 22 sont en aléa moyen ou fort, soit 6 %, à comparer aux 81 % au niveau départemental et 54 % au niveau national. Une cartographie de l'exposition du territoire national au retrait gonflement des sols argileux est disponible sur le site du BRGM,.
Par ailleurs, afin de mieux appréhender le risque d’affaissement de terrain, l'inventaire national des cavités souterraines permet de localiser celles situées sur la commune.
La commune a été reconnue en état de catastrophe naturelle au titre des dommages causés par les inondations et coulées de boue survenues en 1982, 1983 et 1999. Concernant les mouvements de terrains, la commune a été reconnue en état de catastrophe naturelle au titre des dommages causés par des mouvements de terrain en 1999.

#### Risques technologiques
Le risque de transport de matières dangereuses sur la commune est lié à sa traversée par une ou des infrastructures routières ou ferroviaires importantes ou la présence d'une canalisation de transport d'hydrocarbures. Un accident se produisant sur de telles infrastructures est susceptible d’avoir des effets graves sur les biens, les personnes ou l'environnement, selon la nature du matériau transporté. Des dispositions d’urbanisme peuvent être préconisées en conséquence.

## Toponymie
Les formes anciennes sont Saligundo, Songonio, Songondio (non datées, antérieures au XIVe siècle).
D'après Dauzat, l'origine du nom de Saulgond remonterait à un nom de femme germanique Saligunt. Le préfixe salico-, thème de nom propre gaulois, peut-être lié au saule (salix), a aussi été évoqué,.

### Dialecte
La commune est dans la partie occitane de la Charente qui en occupe le tiers oriental, et le dialecte est limousin. Elle se nomme Saugond en occitan.

## Histoire
À la limite nord de la commune (route départementale 30), un faisceau d'anciens chemins entre Limoges et Confolens a été repéré.
Entre Saulgond et Étagnac, le camp antique et le dolmen de l'Age signalés par l'abbé Michon et Martin-Buchey sont plutôt sur cette dernière commune,.
Au début du XXe siècle, l'industrie dans la commune était représentée par trois moulins, Tâtevin, la Combarlie et le Masjoubert, tous situés sur le ruisseau de la Combarlie.

## Administration

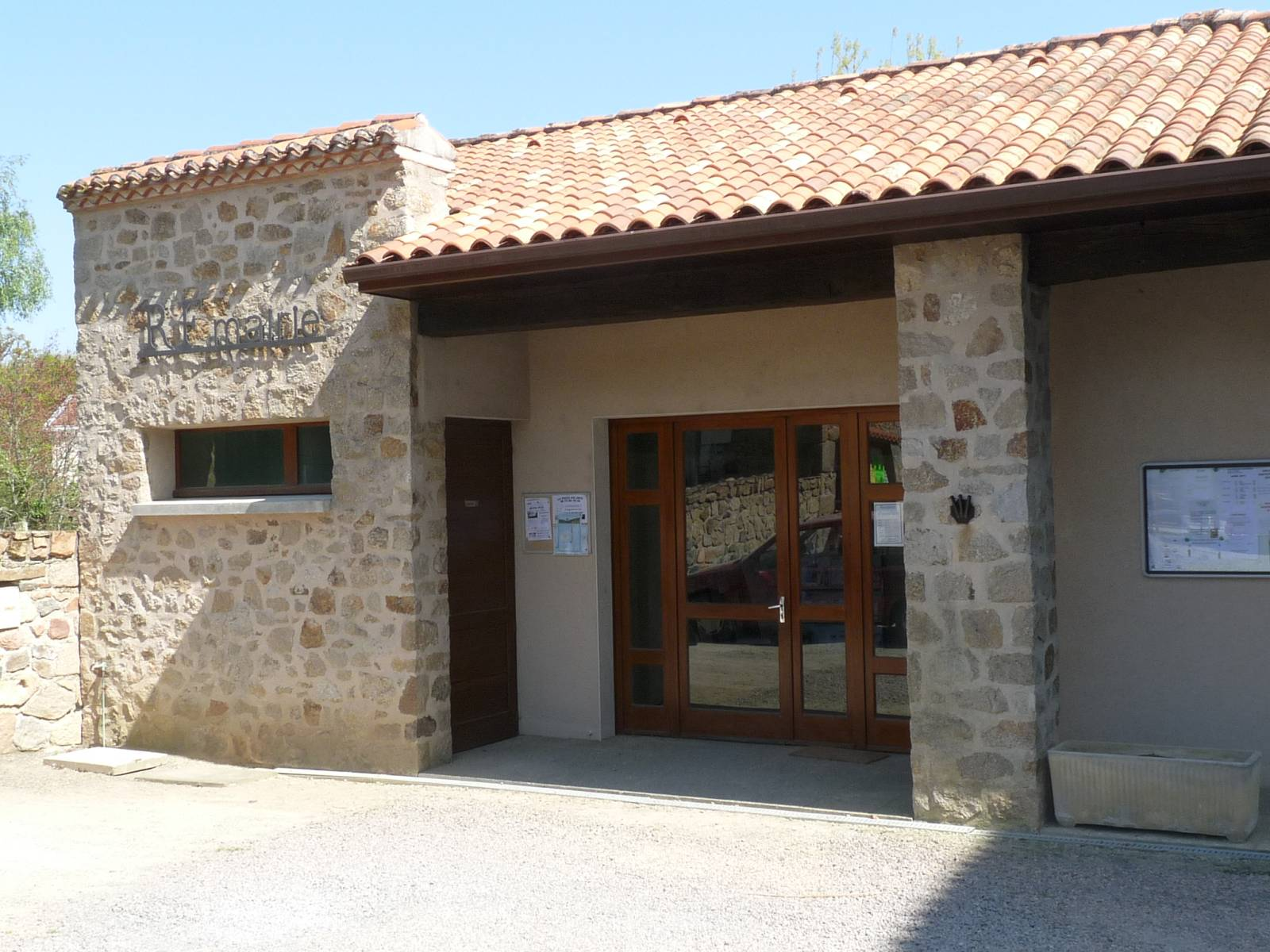
La mairie.

| Période                                  | Période  | Identité          | Étiquette | Qualité              |
| ---------------------------------------- | -------- | ----------------- | --------- | -------------------- |
| Les données manquantes sont à compléter. |          |                   |           |                      |
| avant 1981                               | 1985     | Raymond Ganteille | PCF       |                      |
| 1985                                     | 2008     | Christian Desaphy |           |                      |
| 2008                                     | En cours | Denis Vitel       | SE        | Agriculteur retraité |

## Démographie

### Évolution démographique
L'évolution du nombre d'habitants est connue à travers les recensements de la population effectués dans la commune depuis 1793. Pour les communes de moins de 10 000 habitants, une enquête de recensement portant sur toute la population est réalisée tous les cinq ans, les populations de référence des années intermédiaires étant quant à elles estimées par interpolation ou extrapolation. Pour la commune, le premier recensement exhaustif entrant dans le cadre du nouveau dispositif a été réalisé en 2008.

En 2022, la commune comptait 531 habitants, en évolution de +3,11 % par rapport à 2016 (Charente : −0,48 %, France hors Mayotte : +2,11 %).
| 1793  | 1800  | 1806  | 1821  | 1831  | 1841  | 1846  | 1851  | 1856  |
| ----- | ----- | ----- | ----- | ----- | ----- | ----- | ----- | ----- |
| 1 270 | 1 312 | 1 161 | 1 260 | 1 307 | 1 316 | 1 336 | 1 302 | 1 234 |

| 1861  | 1866  | 1872  | 1876  | 1881  | 1886  | 1891  | 1896  | 1901  |
| ----- | ----- | ----- | ----- | ----- | ----- | ----- | ----- | ----- |
| 1 250 | 1 244 | 1 219 | 1 261 | 1 255 | 1 308 | 1 265 | 1 236 | 1 173 |

| 1906  | 1911  | 1921  | 1926 | 1931 | 1936 | 1946 | 1954 | 1962 |
| ----- | ----- | ----- | ---- | ---- | ---- | ---- | ---- | ---- |
| 1 187 | 1 139 | 1 078 | 988  | 937  | 908  | 716  | 773  | 733  |

| 1968 | 1975 | 1982 | 1990 | 1999 | 2006 | 2008 | 2013 | 2018 |
| ---- | ---- | ---- | ---- | ---- | ---- | ---- | ---- | ---- |
| 627  | 533  | 464  | 475  | 459  | 497  | 509  | 505  | 530  |

| 2022 | - | - | - | - | - | - | - | - |
| ---- | - | - | - | - | - | - | - | - |
| 531  | - | - | - | - | - | - | - | - |

### Pyramide des âges
En 2018, le taux de personnes d'un âge inférieur à 30 ans s'élève à 32,1 %, soit au-dessus de la moyenne départementale (30,2 %). À l'inverse, le taux de personnes d'âge supérieur à 60 ans est de 31,3 % la même année, alors qu'il est de 32,3 % au niveau départemental.
En 2018, la commune comptait 255 hommes pour 275 femmes, soit un taux de 51,89 % de femmes, légèrement supérieur au taux départemental (51,59 %).
Les pyramides des âges de la commune et du département s'établissent comme suit.
| Hommes | Classe d’âge | Femmes |
| ------ | ------------ | ------ |
| 0,4    | 90 ou +      | 1,1    |
| 7,5    | 75-89 ans    | 8,4    |
| 23,5   | 60-74 ans    | 21,8   |
| 20,8   | 45-59 ans    | 19,6   |
| 17,3   | 30-44 ans    | 15,6   |
| 13,3   | 15-29 ans    | 10,5   |
| 17,3   | 0-14 ans     | 22,9   |

| Hommes | Classe d’âge | Femmes |
| ------ | ------------ | ------ |
| 1      | 90 ou +      | 2,7    |
| 9,2    | 75-89 ans    | 12     |
| 20,6   | 60-74 ans    | 21,3   |
| 20,7   | 45-59 ans    | 20,3   |
| 16,8   | 30-44 ans    | 16     |
| 15,6   | 15-29 ans    | 13,4   |
| 16,1   | 0-14 ans     | 14,3   |

## Équipements, services et vie locale

### Enseignement
L'école est un RPI entre Étagnac et Saulgond. Étagnac accueille l'école primaire et Saulgond l'école élémentaire. Celle-ci, située au bourg, comporte deux classes. Le secteur du collège est Confolens.

## Lieux et monuments
L'église paroissiale Saint-Genis date du XIIIe siècle. Les murs de la nef ont été surélevés pour aménager des défenses au-dessus des voûtes, sans doute au moment de la guerre de Cent Ans. L'église a été remaniée et restaurée aux XIXe et XXe siècles. Elle est représentative des édifices de la Charente limousine et de la survivance des églises rurales romanes à l'époque gothique. Elle est inscrite aux monuments historiques depuis 1997. Elle comporte un certain nombre d'objets classés (retable du XVIIe siècle, fer à hosties...).

L'église Saint-Genis
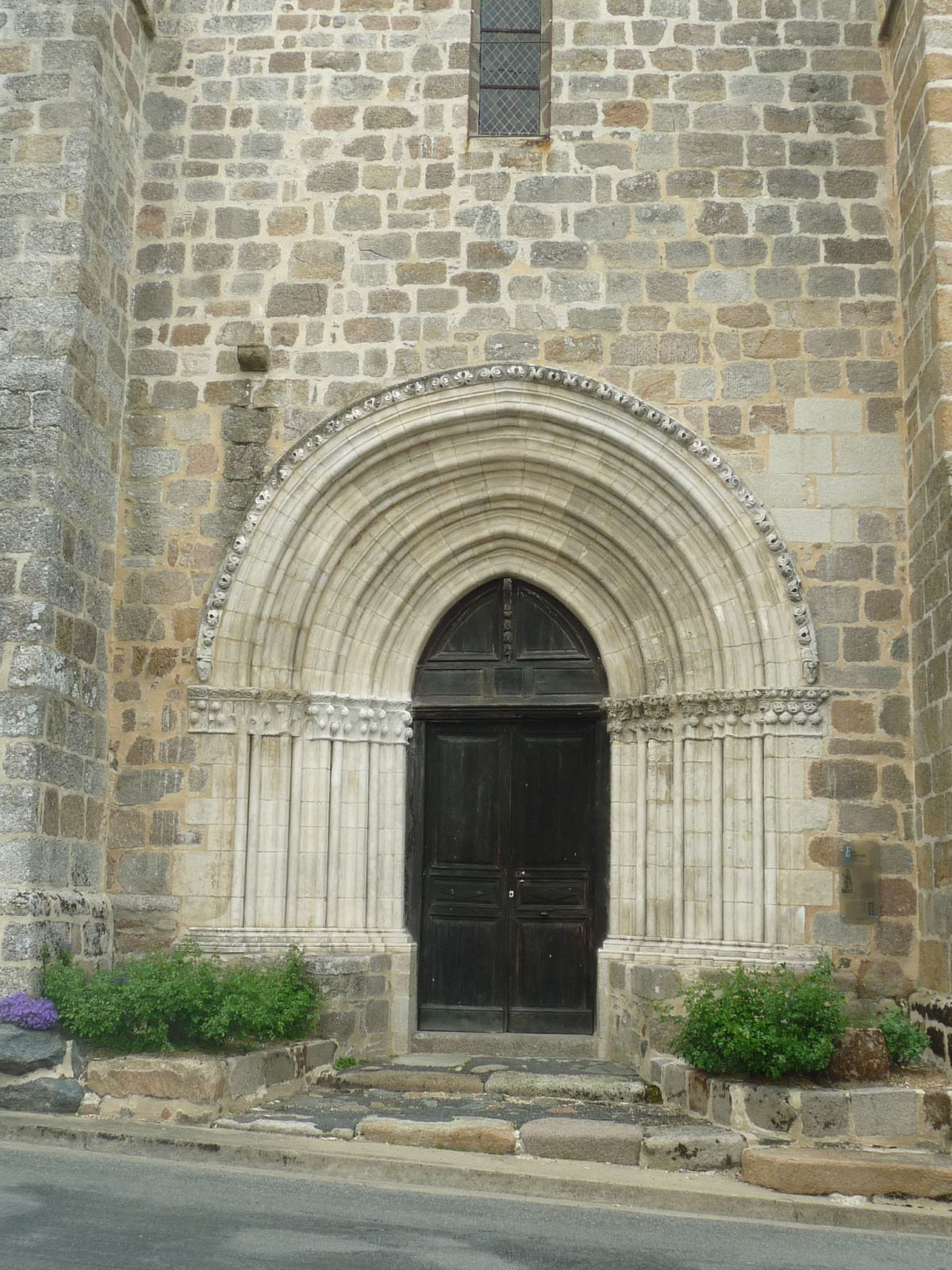
Le portail.
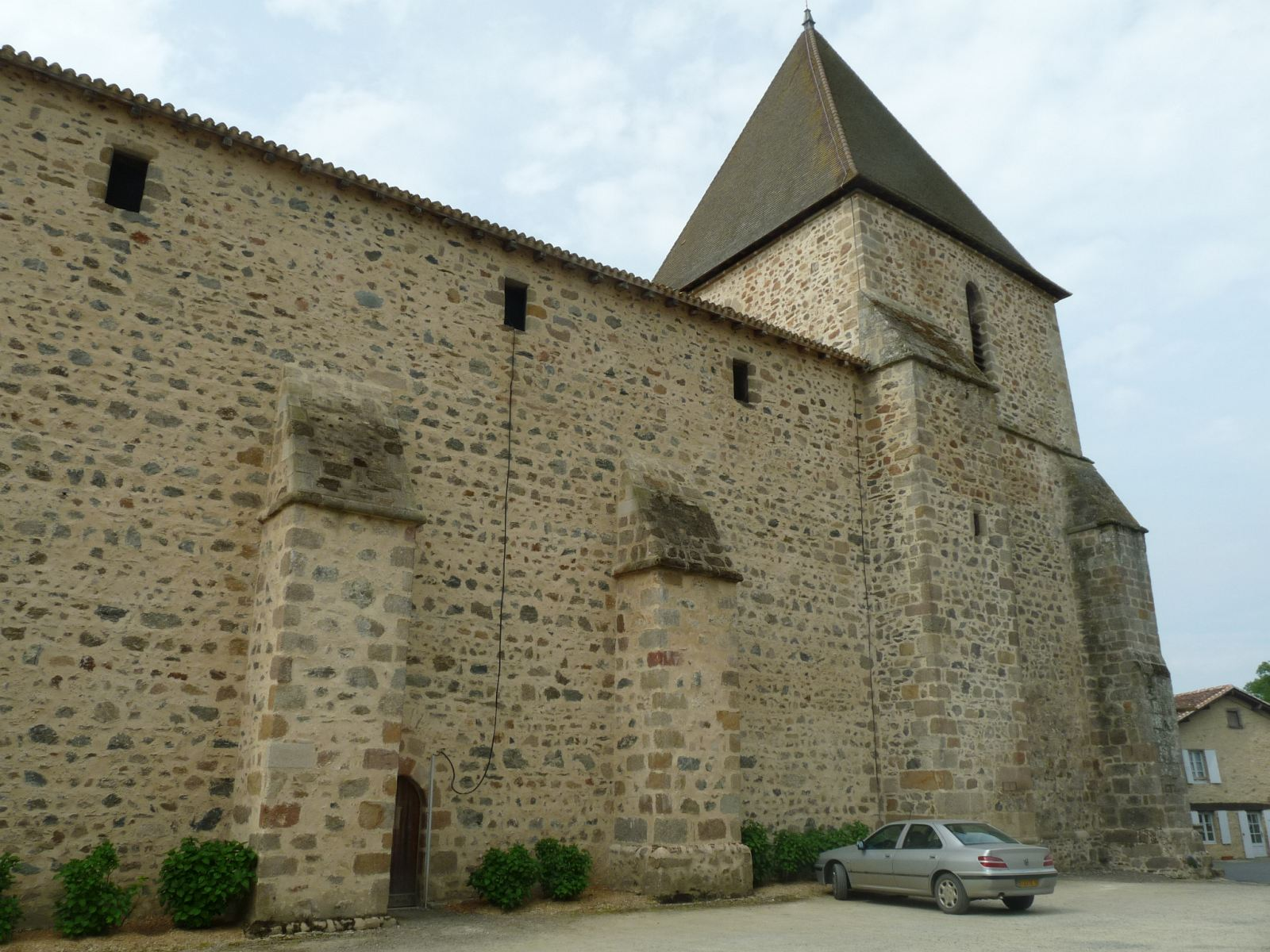
Vue latérale nord.
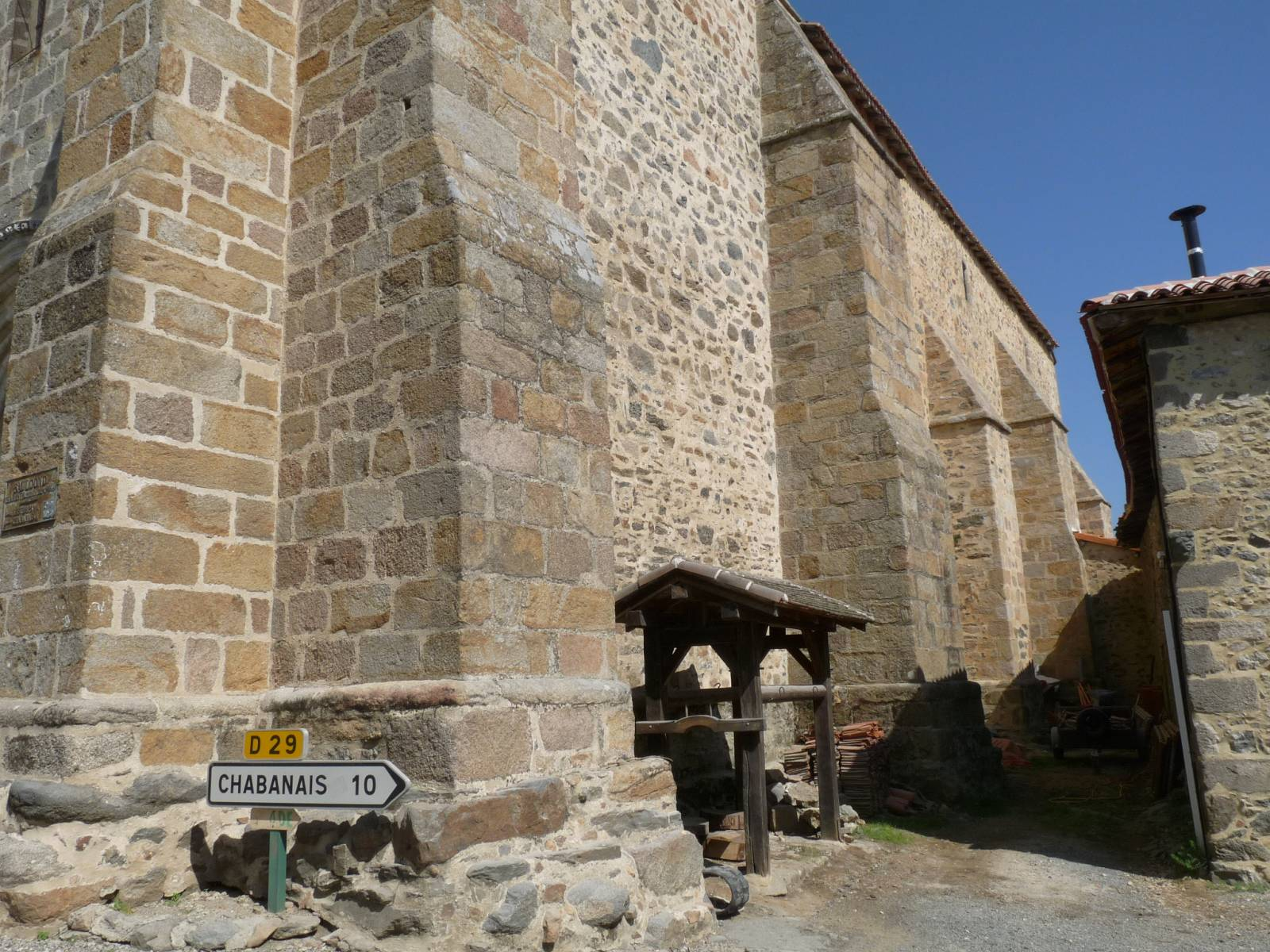
Vue latérale sud.
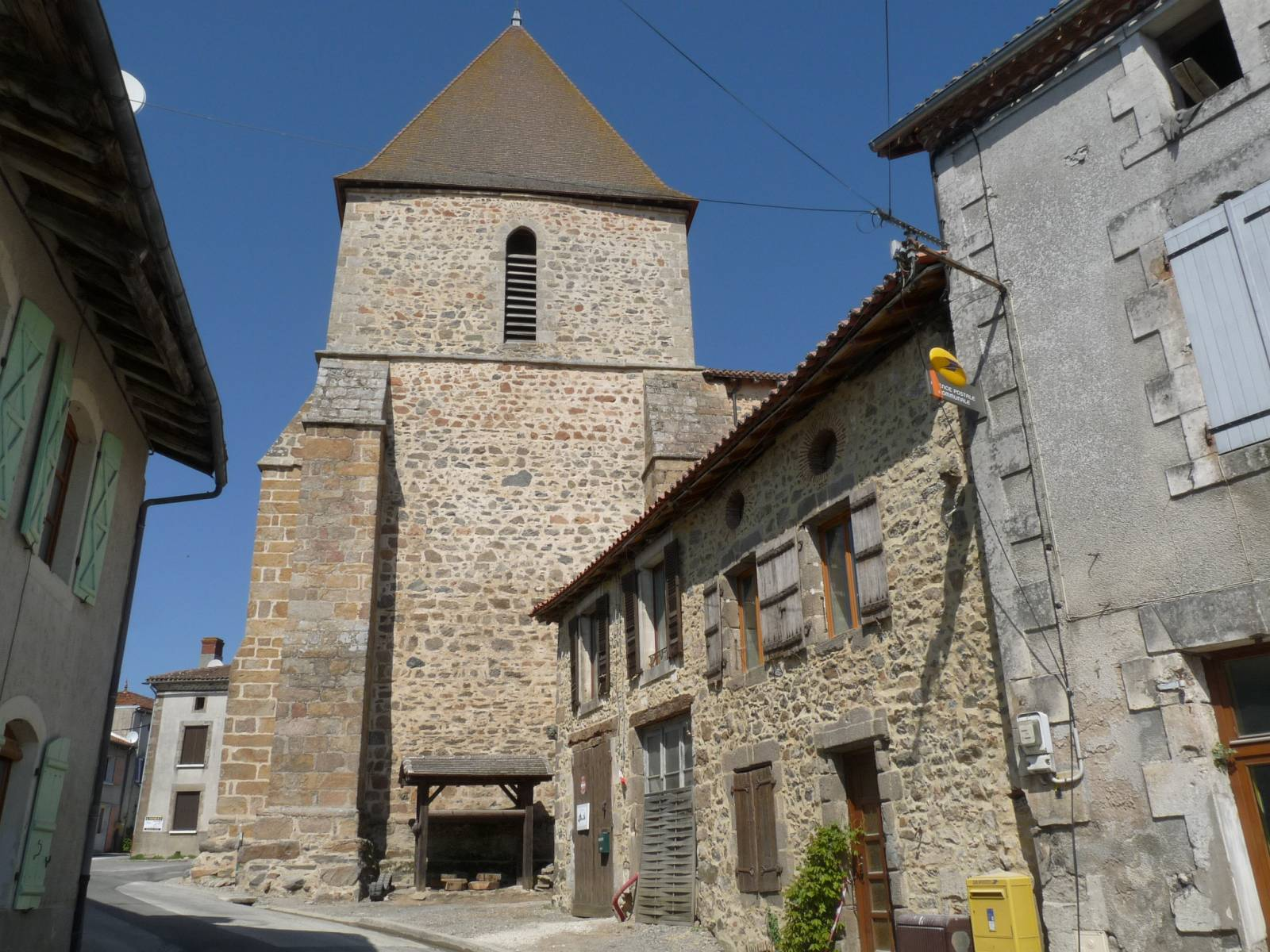
Le clocher vu du sud.